# Церковь Спаса Преображения (Серафимович)
Церковь Спаса Преображения (Преображенский храм) — православный храм в Усть-Медведицком Спасо-Преображенском монастыре.
Адрес: Волгоградская область, Серафимовичский район, г. Серафимович, ул. Преображенская 7.

## История
В середине 1850-х годов в монастыре существовало два каменных храма: Преображенский, с приделом Владимирской иконы Божией Матери, и храм первоверховных апостолов Петра и Павла (находился на месте ныне существующего Казанского храма). Преображенская двухпрестольная церковь с колокольней в одной связи была выстроена вместо прежней деревянной Преображенской церкви с Никольским приделом. По состоянию на 1912 год Преображенскому храму принадлежали: 150 десятин пахотной земли в 110 верстах от церкви, и причтовые дома, построенные на средства монастыря.
Храм был утрачен в 1930-х годах после закрытия Спасо-Преображенского монастыря. После распада СССР, с возрождением женской обители было решено построить новый Преображенский храм. Инициатива строительства святыни принадлежала епископу Русской православной церкви — митрополиту Волгоградскому и Камышинскому, главе Волгоградской митрополии — Герману. Работа по возведению деревянного храма в честь Преображения Господня с 33 куполами (по числу земных лет Иисуса Христа) началась в 2003 году. Автор проекта — архитектор Валентин Курбатов. Чин великого освящения был проведён 7 сентября 2014 года митрополитом Германом и епископом Урюпинским и Новоаннинским — Елисеем.